# 이리중학교
이리중학교(裡里中學校)는 대한민국 전북특별자치도 익산시 평화동에 있는 사립 중학교이다.

## 학교 연혁
- 1946년 3월 : 이리중학교 설립
- 1948년 12월 1일 : 이리중학교 기성회 설립
- 1949년 5월 18일 : 재단법인 이리학원 이사회 조직
- 1949년 7월 6일 : 재단법인 이리학원 인가
- 1964년 4월 16일 : 학교법인 이리학원 인가
- 1997년 7월 21일 : 학교법인 이리학원 제8대 이사장 박영희 취임
- 2021년 3월 1일 : 14학급 인가
- 2023년 1월 6일 : 제75회 졸업식 거행 140명(졸업생 누계, 23,784명)
- 2023년 9월 1일 : 제24대 교장 이관열 취임

## 참고 자료
- 이리중학교 - 한국교육학술정보원 학교알리미